# Джасім Бахман
Джасім Бахман (араб. جاسم بهمن, нар. 15 лютого 1958) — кувейтський футболіст, що грав на позиції воротаря за клуб «Аль-Кадісія», а також національну збірну Кувейту.

## Клубна кар'єра
На клубному рівні грав за команду «Аль-Кадісія». 

## Виступи за збірну
Був гравцем національної збірної Кувейту, у складі якої брав участь у кубку Азії 1980 року у Кувейті, де господарі здобули титул переможців турніру, а також у чемпіонаті світу 1982 року в Іспанії.

## Титули і досягнення
- Володар Кубка Азії: 1980
- Срібний призер Азійських ігор: 1982